# Malá velká máma
Malá velká máma (v anglickém originále Little Big Mom) je 10. díl 11. řady (celkem 236.) amerického animovaného seriálu Simpsonovi. Scénář napsala Carolyn Omineová a díl režíroval Mark Kirkland. V USA měl premiéru dne 9. ledna 2000 na stanici Fox Broadcasting Company a v Česku byl poprvé vysílán 11. prosince 2001 na stanici ČT1.

## Děj
Když Marge uklízí půdu a hledá staré věci, které by mohla poslat na charitu, Homer a děti jí to nedovolí, což Marge přiměje podívat se na všechno to harampádí, kterého se snaží zbavit, podrobně. Ukáže Homerovi lyže, které nikdy nepoužil od doby, kdy je koupil po olympiádě v Naganu. Aby Marge naštval, rozhodne se je využít, a tak se rodina vydá na lyžařský výlet. Když dorazí na hory, Marge se rozhodne, že se chce vyhnout lyžování nebo snowboardingu ze strachu ze zranění, a proto zůstane v lyžařské chatě. Ironií osudu si zde nakonec zlomí nohu, když na ni spadnou volně zavěšené kukačkové hodiny. Je poslána do nemocnice, kde jí řeknou, že tam musí zůstat, dokud jí nesundají sádru. 
Mezitím se Líza nabídne, že ji zastoupí, a vytvoří strukturovaný plán, podle kterého Homer a Bart udělají některé z povinností, které si náhodně vylosují prostřednictvím Lízina „klobouku na práci“. Bohužel práci Homer a Bart dělají krajně apaticky a neefektivně. Marge si v nemocnici užívá, mimo jiné díky tomu, že dostává masáž. Líný životní styl Homera a Barta se podepsal na domě, který je nyní neuspořádanou, špinavou chatrčí s odpadky a Líza se snaží vyjít s penězi. Nakonec zavolá Marge a zeptá se, jestli se může vrátit, ale Marge, která si užívá životní styl, kdy celé dny leží v posteli a nepracuje, Líze zalže, že je ještě příliš zraněná, aby se mohla vrátit. Líza, rozzlobená a zoufale hledající odpovědi, spatří ducha Lucille Ballové, která má nápad, jak se pomstít. Navrhne jí, aby na Homera a Barta provedla chytrý trik, zatímco budou spát. To také udělá a nabarví je zelenou plakátovou barvou smíchanou s ovesnými vločkami. 
Druhý den ráno Homer a Bart s hrůzou zjistí, že mají po celém těle „vředy“, o kterých si myslí, že jsou to boláky. Poté, co počítačový program Virtuální doktor diagnostikuje Homerovi a Bartovi lepru, zpanikaří a rozhodnou se navštívit Neda Flanderse a hledat lék. Ned pošle Homera a Barta do kolonie malomocných na Havaji, kde je budou léčit elektrickou jehlou a pískem. Když Marge konečně sundají sádru, přijde domů a vidí, že Líza konečně dokončila úklid celého domu. Rozhodnou se vyhledat Homera a Barta na Havaji. Když tam dorazí, Líza přizná, že si z Homera a Barta jen vystřelila, nicméně oni už vědí, že lepra je falešná – Homer totiž snědl jeden ze svých vředů a shledal ho chutným. Celá rodina však chce na Havaji zůstat kvůli tomu, že je to „dovolená zdarma“, přestože Homer a Bart trpí bolestivou léčbou.

## Produkce
Epizodu napsala Carolyn Omineová a režíroval ji Mark Kirkland. Elwood Edwards, známý jako hlas poskytovatele internetových služeb America Online, v ní hostoval jako virtuální doktor, který potvrdil Homerovu a Bartovu lepru.
V dílu se objevuje několik odkazů na zesnulou americkou herečku Lucille Ballovou a její četné televizní sitcomy s postavami jménem Lucy. Například právě duch Ballové vnukne Líze nápad, aby Homera a Barta obelstila, že mají lepru. Ballová je v této scéně vyobrazena s cigaretou v ruce a mluví chraplavým hlasem. Když Líza poprvé spatří ducha, zvolá „Lucy?“, na což Ballová odpoví: „Lucy McGillicuddy Ricardo Carmichael. To už je snad všechno.“. Podle Michaela Karola, autora knihy Lucy A to Z z roku 2004, jsou příjmení „příjmeními postav Ballové z I Love Lucy a The Lucy Show“. Vynechány byly Lucy Carterová ze seriálu Here's Lucy a Lucy Barkerová ze seriálu Život s Lucy. Hlas Ballové v epizodě propůjčila členka štábu Simpsonových Tress MacNeilleová. Mezi další odkazy na Ballovou tvorbu, které se v dílu objevily, patří, že Homer a Bart sledují seriál I Love Lucy se zvýšenou hlasitostí, což ruší Lízu, když se snaží usnout. V dílu je také k vidění kreslený film Itchy & Scratchy, který odkazuje na epizodu Job Switching z I Love Lucy.

## Přijetí a kritika
Epizoda byla původně vysílána 9. ledna 2000 na stanici Fox ve Spojených státech. 7. října 2008 vyšla na DVD jako součást boxu The Simpsons – The Complete Eleventh Season. Členové štábu Mike Scully, George Meyer, Matt Selman, Carolyn Omineová a Mark Kirkland se podíleli na audiokomentáři k tomuto dílu na DVD. Na box setu byly zařazeny vymazané scény z epizody.
Při recenzování 11. řady Simpsonových se Colin Jacobson z DVD Movie Guide vyjádřil takto: „Epizody typu ‚rodina jde bez Marge do háje‘ jsme viděli už v minulosti, takže zde nečekejte žádné vynalézání nových věcí. Přesto pohled na Lízu v čele přidává slušný náboj a zvrat s leprou – i když hloupý, je zábavný. Je to další nevýjimečný díl, který má ale své momenty.“.
Před touto epizodou Simpsonovi několikrát odkazovali na Lucille Ballovou. Michael Karol v knize Lucy A to Z napsal, že „možná nejvtipnější pocta přišla v (…) Malé velké mámě“. Dan Castellaneta, který v seriálu propůjčuje hlas Homerovi, považuje tento díl za jeden ze svých oblíbených.
Protože se Malá velká máma zabývá leprou, nebyla v Japonsku nikdy vydána. Shari Ross Altaracová uvádí ve své doktorské práci The Adaptation of U.S. Television in Foreign Markets: How France and Japan Put Their Distinctive Spin on The Simpsons, že důvodem jsou „bývalé zákony o segregaci, které zůstávají citlivým tématem v Japonsku, kde následovaly soudní spory o případy malomocenství a obvinění japonské vlády z porušování lidských práv“.